# Maria Magdalena (2000)
Maria Magdalena (Originaltitel: Maria Maddalena) aus dem Jahr 2000 ist eine Bibelverfilmung, die das Leben der bekanntesten Jüngerin Jesu erzählt.

## Handlung
Die junge Maria wird von ihrem Mann Amos verstoßen, da sie unfruchtbar ist. Enttäuscht und aus dem Dorf Magdala vertrieben, schließt sie sich dem Römer Silvanus an, in den sie sich verliebt. Silvanus hat von Herodes Antipas den Befehl bekommen, Johannes den Täufer zu beschatten. Um ihre Treue zu Silvanus zu beweisen, übernimmt Maria den Auftrag – mit furchtbaren Konsequenzen.
Wenig später wird Johannes verhaftet, und ins Gefängnis geworfen. Maria fühlt sich schuldig und folgt dem Trupp. Am Hofe des Herodes lernt sie einen anderen Römer, Vitellius kennen, der Maria mit der traurigen Wahrheit konfrontiert, dass Silvanus sie nur benutzt hat, und dass nun er als Held der Stunde gefeiert wird. Maria beginnt nun, alles daran zu setzen, um Johannes zu befreien. Voller Leidenschaft beginnt sie eine Affäre mit Vitellius.

## Hintergrund
Das Drama, das in der Wüste von Marokko inszeniert wurde, ist der fiktivste Bibelfilm seit langem. Erst in der letzten Viertelstunde bekommt der Zuschauer Jesus zu sehen, und die wichtigen Ereignisse, an denen Maria Magdalena beteiligt ist, werden nur am Rande erwähnt.
Auch bemängeln Kritiker die Langatmigkeit des Films, und die Tatsache, dass kaum Spiritualität enthalten ist. Maria Grazia Cucinotta wirkt in der Hauptrolle recht steif, und der Rest der Besetzung kann in ihren Rollen kaum überzeugen.
Einzig allein die Ausstattung von Paolo Biagetti und das Kostümdesign von Simonetta Leoncini und Giovanni Viti kann mit anderen Filmen durchaus konkurrieren.